# Rambin
Rambin est une commune sur l'île de Rügen, dans l'arrondissement de Poméranie-Occidentale-Rügen, Land de Mecklembourg-Poméranie-Occidentale.

## Géographie
Rambin se situe au bord de la Kubitzer Bodden et du parc national du lagon de Poméranie occidentale.
La commune comprend les quartiers de Kasselvitz, Giesendorf, Breesen, Gurvitz, Bessin, Grabitz, Götemitz, Drammendorf, Rothenkirchen, Sellentin et Neuendorf.
Son territoire est traversé par la Bundesstraße 96 et la ligne de Stralsund à Sassnitz.

## Histoire
Rambin est mentionné pour la première fois en 1246 sous le nom de "Rabyn". Ce nom est d'origine slave. Godeke von Wickede fonde en 1334 un hospice.